# Juan Guillén Sotelo
Juan Guillén Sotelo (Málaga, 1874-Granada, 1915) fue un escritor y crítico taurino español.

## Biografía
Nació el 8 de octubre de 1874 en Málaga.
 Colaborador de la revista taurina La Lidia, fue autor de títulos como Narraciones vulgares (Valencia, 1895), Una letra á plazo cierto (Málaga, 1897), La primera batalla (Málaga, 1898), Novelas cortas (Madrid, 1900) y Un buscador de oro, la torería de hogaño, novela (1913). Falleció el 22 de febrero de 1915 en Granada. Era hijo de Francisco Guillén Robles.